# Liste der Schwimmbäder in Frankfurt am Main
Auf dem Gebiet der Stadt Frankfurt am Main befinden sich öffentliche und nicht-öffentliche Schwimmbäder, die nachfolgend genannt werden.

## Öffentliche Bäder

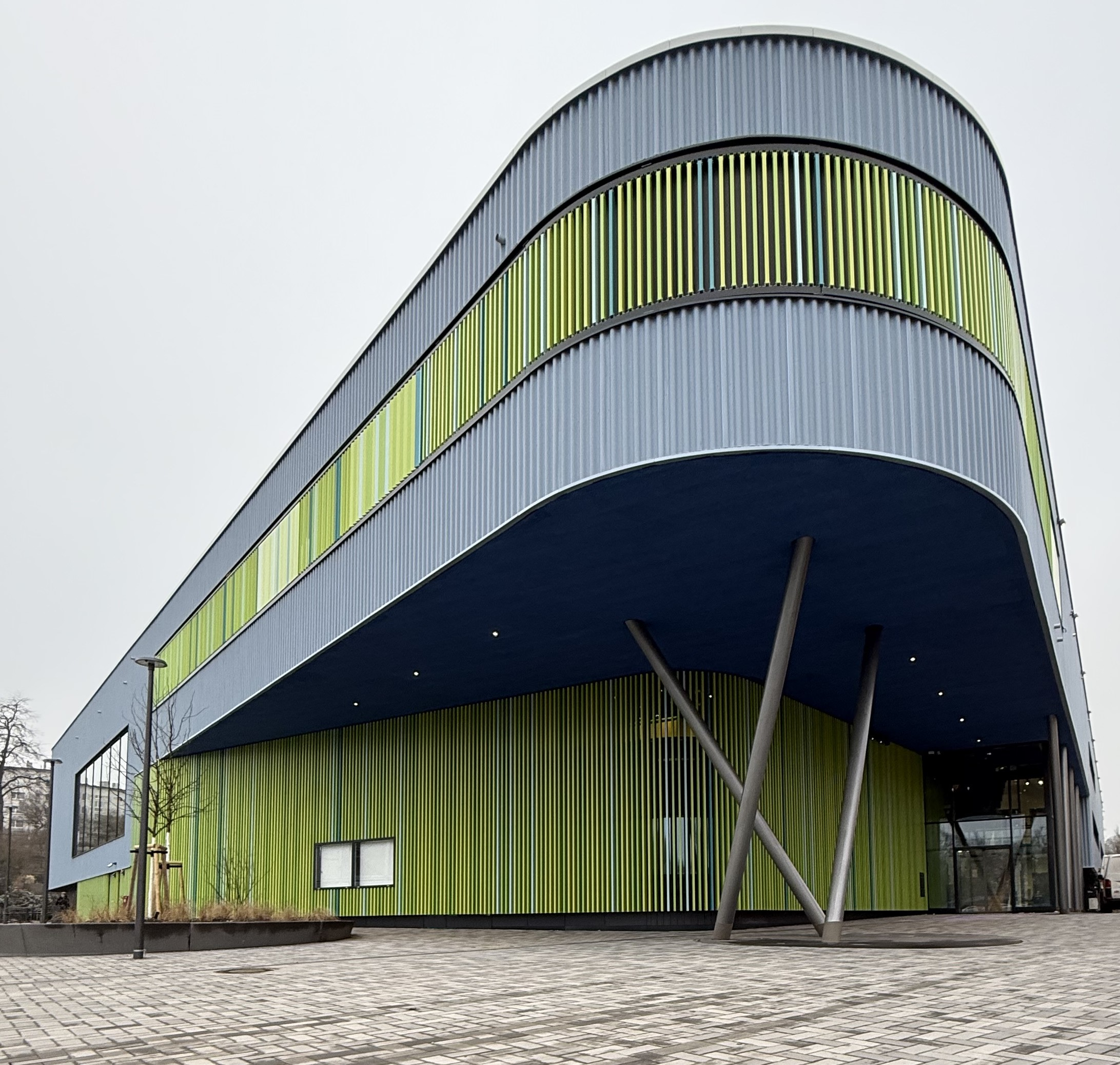
Main Bad Bornheim (2025)

### Hallenbäder
- Titus-Thermen in der Nordweststadt
- Main Bad Bornheim
- Riedbad Bergen-Enkheim (das 50-m-Freibadbecken ist im Winter mit einer Traglufthalle überdacht)
- Hallenbad Höchst
- Textorbad in Sachsenhausen
- Wave in der Innenstadt im Gebäude des Hilton-Hotels (ehemaliges Stadtbad Mitte)

### Freibäder
- Brentanobad in Rödelheim
- Stadionbad in Sachsenhausen

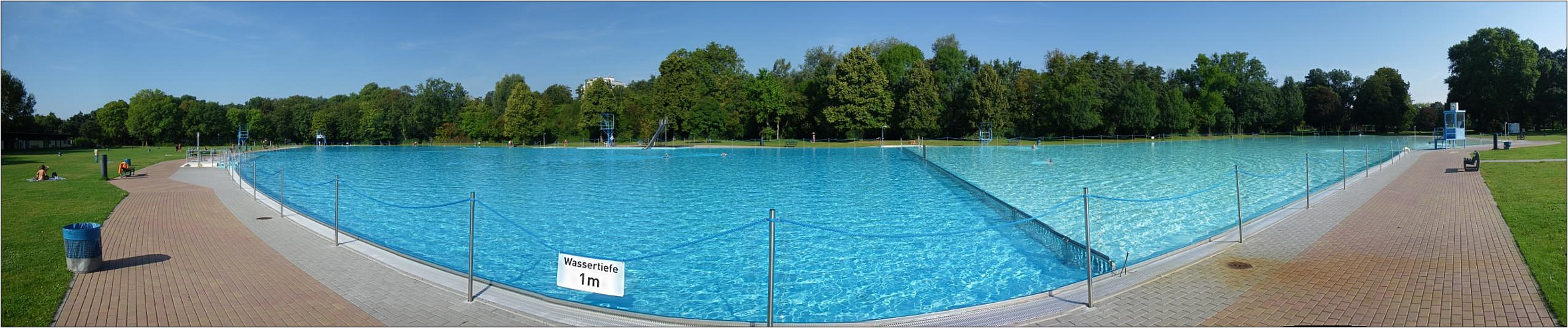
Das Brentanobad in Frankfurt am Main gilt als das größte Beckenbad Deutschlands (Bild aus 2009 mit alter Wasserrutsche)

- Freibad Hausen (Im Winter ist das Becken mit einer Traglufthalle überdacht)
- Freibad Riedbad Bergen-Enkheim
- Freibad Eschersheim
- Freibad Nieder-Eschbach (Im Winter ist das Becken mit einer Traglufthalle überdacht)
- Silobad in Unterliederbach

### Im Bau befindliches Bad
- Rebstockbad, an gleicher Stelle des ehemaligen Rebstockbades entsteht seit 2023 ein neues Erlebnisbad (Fertigstellung voraussichtlich 2027)[1]

## Nicht öffentliche Bäder

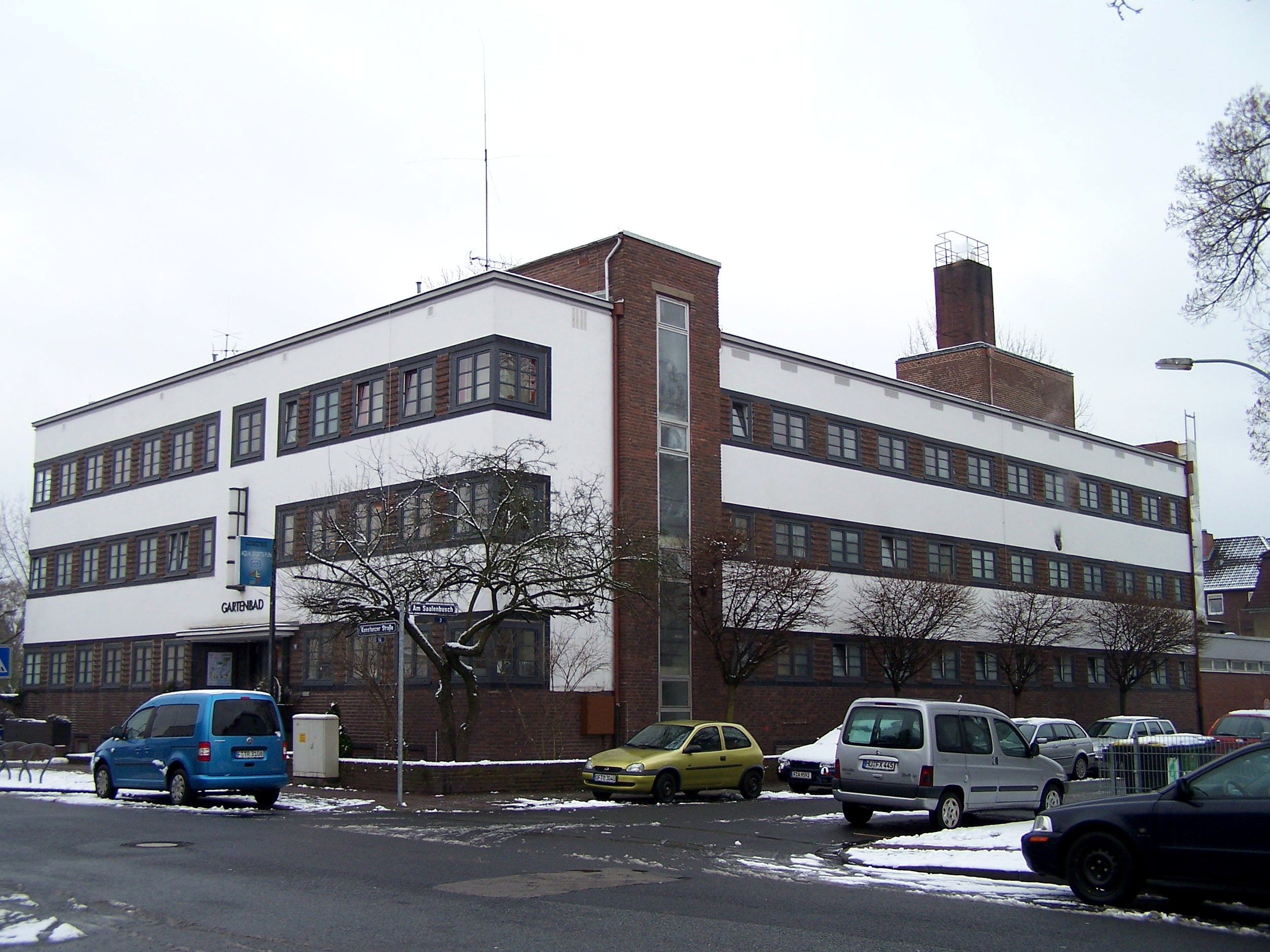
Vereinsbad Gartenbad Fechenheim in Frankfurt-Fechenheim (2010)

- Vereinsbad Gartenbad Fechenheim (Hallenbad)[2]
- Vereinsbad Schwedlersee (künstlicher See im Frankfurter Osthafen)[3]
- Vereinsbad Höchster Schwimmverein 1893 e. V. (Freibad)[4]
- Vereinsbad Wassersport Westend e. V. (Freibad)[5]
- Diverse Schulschwimmbäder (teilweise Mitbenutzung durch Vereine)[6]

## Ehemalige Schwimmbäder
- Rebstockbad in Bockenheim (1982–2021) wurde zurückgebaut, an gleicher Stelle entsteht bis voraussichtlich 2027 ein neues Erlebnisbad[7]
- Flussschwimmbad der Sportgemeinschaft Westend im Grillschen Altarm der Nidda am Niedwald (1955–1972)[8]
- Stadtbad Mitte in der Innenstadt, ersetzte das damalige Städtisches Schwimmbad am Dominikanerplatz (heute: Börneplatz)
- Tillybad, auch Strandbad Höchst (Freibad) in Höchst (1994 geschlossen wegen zu hoher Sanierungskosten, heute Vereinsgewässer des Schwanheimer Angelvereins)[9][10]
- Panoramabad Bornheim am Bornheimer Hang (1970–2025), wegen zu hoher Sanierungskosten geschlossen

## Geschichte
- Flussbäder

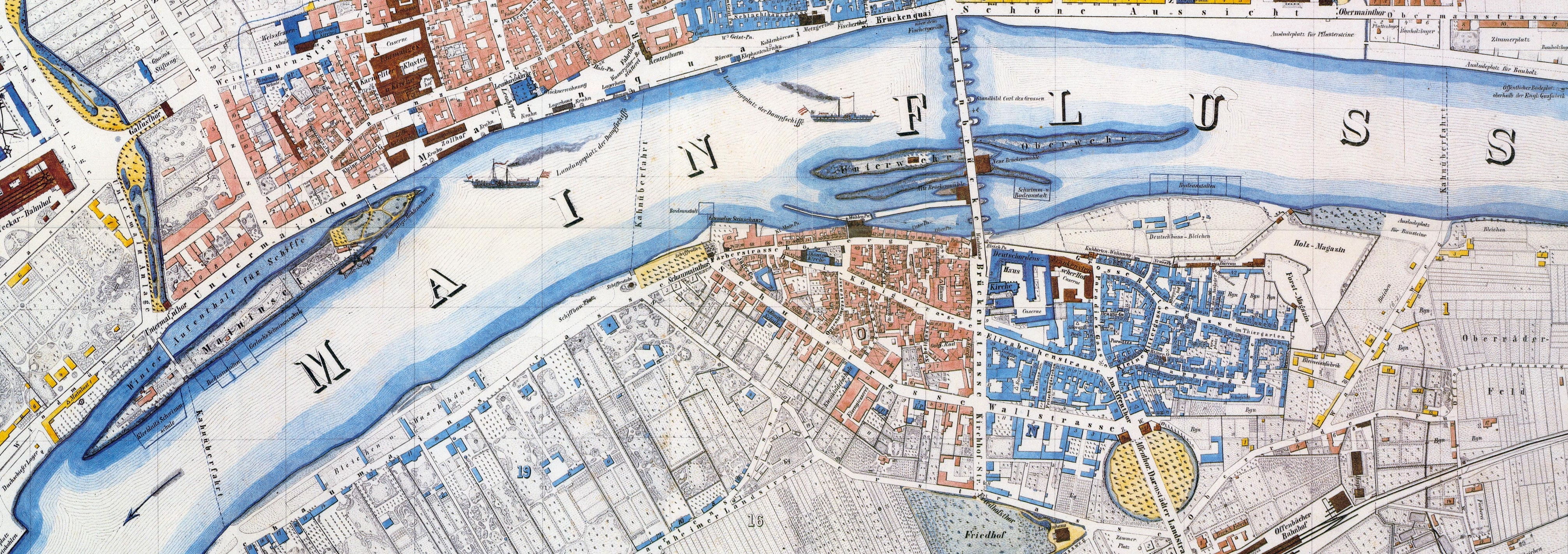
Der Mainverlauf um
1850 in Frankfurt mit den eingezeichneten Badeschiffen, Schwimmschulen und Badeanstalten

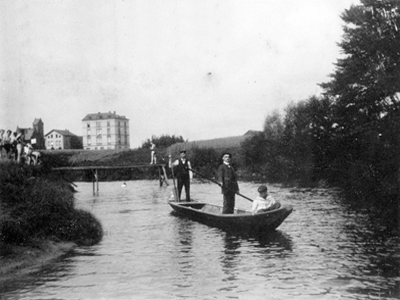
Das Hausener Bad an der Nidda 1904 in Hausen

1774 wurde in Frankfurt am Main die erste deutsche Badeanstalt als Flussbad am Main eröffnet.
1800 eröffnete der Frankfurter Arzt Johann Gottfried Kohl ein Badeschiff.
Entlang der Nidda gab es ebenfalls einige Flussbäder, die später teilweise in Beckenbäder umgebaut wurden. So das Freibad Eschersheim, Freibad Hausen, das Brentanobad und das Tillybad.
- Freibad Hausen

Das 1904 als Flussbad eröffnete Hausener Freibad wurde 1961 zum Beckenbad umgebaut (die Umbaukosten betrugen zusammen mit dem Umbau des Höchster Freibades ca. 4,5 Millionen DM). 1961 wurde das Freibad nach einem nachträglichen Einbau einer Wassererwärmungsanlage wiedereröffnet. Die Umbaukosten betrugen 100.000 DM. Im Herbst 2009 wurde das Bad für eine Komplettsanierung geschlossen. Die Kosten für den Neubau beliefen sich auf 6,8 Millionen Euro. Die Wiedereröffnung erfolgte am 21. April 2011.
- Freibad Eschersheim

Das Freibad Eschersheim wurde als Flussbad nach dem Ersten Weltkrieg eröffnet. Nach dem Umbau in ein Beckenbad wurde das Bad im Mai 1971 wiedereröffnet. Die Baukosten betrugen mehr als 3 Millionen DM. Im Herbst 2008 wurde das Bad für eine Grundsanierung geschlossen und wurde am 12. Mai 2010 wiedereröffnet. Die Kosten beliefen sich auf ca. 6,5 Millionen Euro.

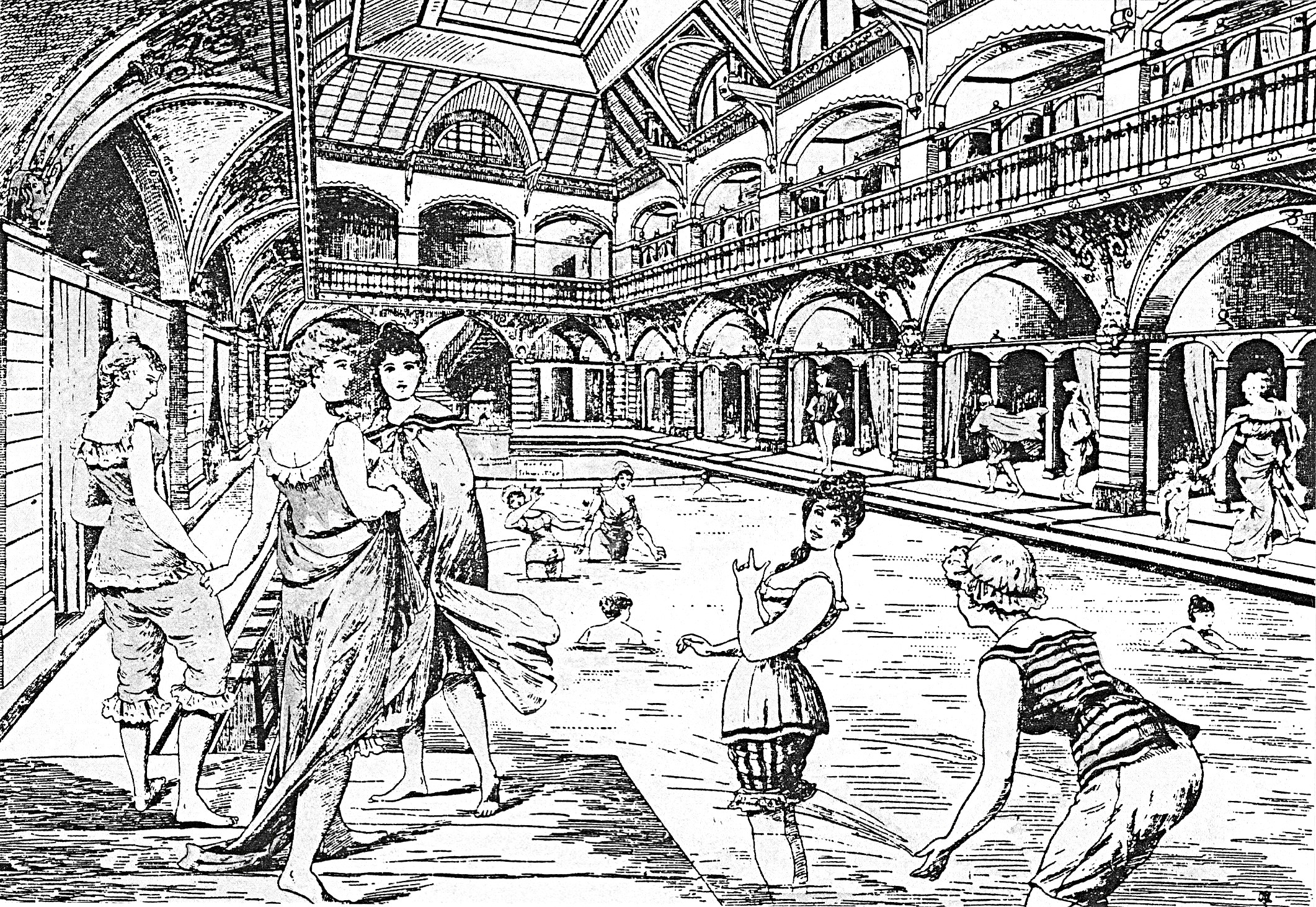
Frauenhalle im Städtisches Schwimmbad um 1900

- Städtisches Schwimmbad (vorheriges Stadtbad Mitte)

Dieses Bad wurde von 1894 bis 1896 am südlichen Teil der Klingerstraße (dieser Straßenabschnitt hieß mit dem Bau des Bades „Am Schwimmbad“.) am Dominikanerplatz (heute: Börneplatz) errichtet. Das Bad wurde im Zweiten Weltkrieg zu 80 % zerstört. Nach dem Zweiten Weltkrieg konnte bereits 1945 der Reinigungs- und Heilbadbereich wiedereröffnet werden. 1949 konnte ein Schwimmbecken eröffnet werden. 1957 wurde das alte Stadtbad Mitte geschlossen.
- Stadtbad Mitte (heute Wave, im Gebäude eines Hotels)

1960 wurde das neue Stadtbad Mitte in der Hochstraße als Nachfolger des Städtischen Schwimmbades eröffnet. Die Ausstattung umfasste zwei Schwimmhallen mit je einem Schwimmbecken, einem zusätzlichen Lehrschwimmbecken, Reinigungs- und Medizinische Abteilungen und zwei Gymnastiksäle. Die Kosten betrugen ca. 13 Millionen DM. Es galt als eines der schönsten Schwimmbäder Deutschlands.
1966 bis 1967 wurde der medizinische Bereich instand gesetzt. 1993 wurde das Bad durch die Stadt Frankfurt am Main geschlossen und an eine Hotelkette verkauft. Das unter Denkmalschutz stehende Hauptgebäude mit dem 25-Meter Schwimmerbecken blieb erhalten und wurde in den Hotelneubau integriert. Die anderen Gebäudeteile wurden zurückgebaut.
- Schwimmbad im Waldstadion (heute Stadionbad)

Das Freibad wurde 1925 seinerzeit für die erste Arbeiterolympiade eröffnet. Das erste Schwimmbecken war 22 Meter breit und 100 Meter lang. Heute gibt es neben dem 50-Meter Schwimmbecken, ein Nichtschwimmerbecken, ein Mehrzweckbecken mit Strömungskanal, einen aus der Bauzeit stammenden Sprungturm mit eigenem Becken (1-, 3-, 5-, 7,5-, und 10-Meter Sprungbrett) sowie zwei Wasserrutschen.
- Hallenschwimmbad Frankfurt Ost (heute Gartenbad Fechenheim)

Das Gartenbad wurde 1928 von dem Architekten und Hochschullehrer Martin Elsaesser erbaut. Es galt damals als soziale Errungenschaft für die Arbeiterschaft. Da das Gartenbad im Zweiten Weltkrieg kaum beschädigt wurde, beschlagnahmten es die amerikanische Besatzungsmacht 1945 zusammen mit einigen Reinigungsbädern. Seit 2003 betreibt die Turngemeinde Bornheim das Gartenbad Fechenheim als Vereinsbad.
- Bezirksbad Höchst (heute Hallenbad Höchst)

1955 wurde das Bezirksbad Höchst mit einer Schwimmhalle, Wannen- und Brausebädern errichtet. Die Kosten betrugen 3,6 Millionen DM. Architekt war Otto Fischer. In den Jahren 1975–1976 wurden umfangreiche Modernisierungen vorgenommen. Am 25. Dezember 1995 zerstörte ein Brand (technischer Defekt im Kassenbereich) das Bezirksbad, es entstand ein Sachschaden von etwa 20 Millionen DM. Nach dem Neuaufbau wurde das Schwimmbad im Jahre 1998 wieder geöffnet. 2006 wurde ein neues Edelstahlbecken eingebaut und der Sanitärtrakt erneuert.
- Bezirksbad Sachsenhausen (heute Textorbad)

Im Jahre 1964 wurde das Bezirksbad Sachsenhausen eröffnet. Die Kosten betrugen 6,5 Millionen DM. Das inzwischen Textorbad genannte Hallenbad wurde am 30. April 2004 geschlossen. An seiner Stelle entstand ein öffentlich zugänglicher Neubau, als Teil einer Seniorenwohnanlage, mit einem 25-Meter-Becken mit fünf Bahnen und einer durchgängigen Wassertiefe vom 1,35 Metern. Die Kosten beliefen sich auf 4 Millionen Euro, wovon 600.000 Euro aus öffentlichen Mitteln stammen. Die Neueröffnung fand am 20. November 2009 statt.
- Bezirksbad Nordweststadt (heute Titus-Thermen)

Mit der Errichtung des Nordwestzentrums wurde auch das Bezirksbad 1968 eröffnet. 1992 wurde an Stelle des Hallenbades das Erlebnisbad Titus Therme eröffnet. Das Bad ist Bestandteil eines Gebäudekomplexes, der ein Hotel, ein Restaurant und einen Fitness-Center umfasst.
- Bezirksbad Bornheim (später Panoramabad Bornheim)

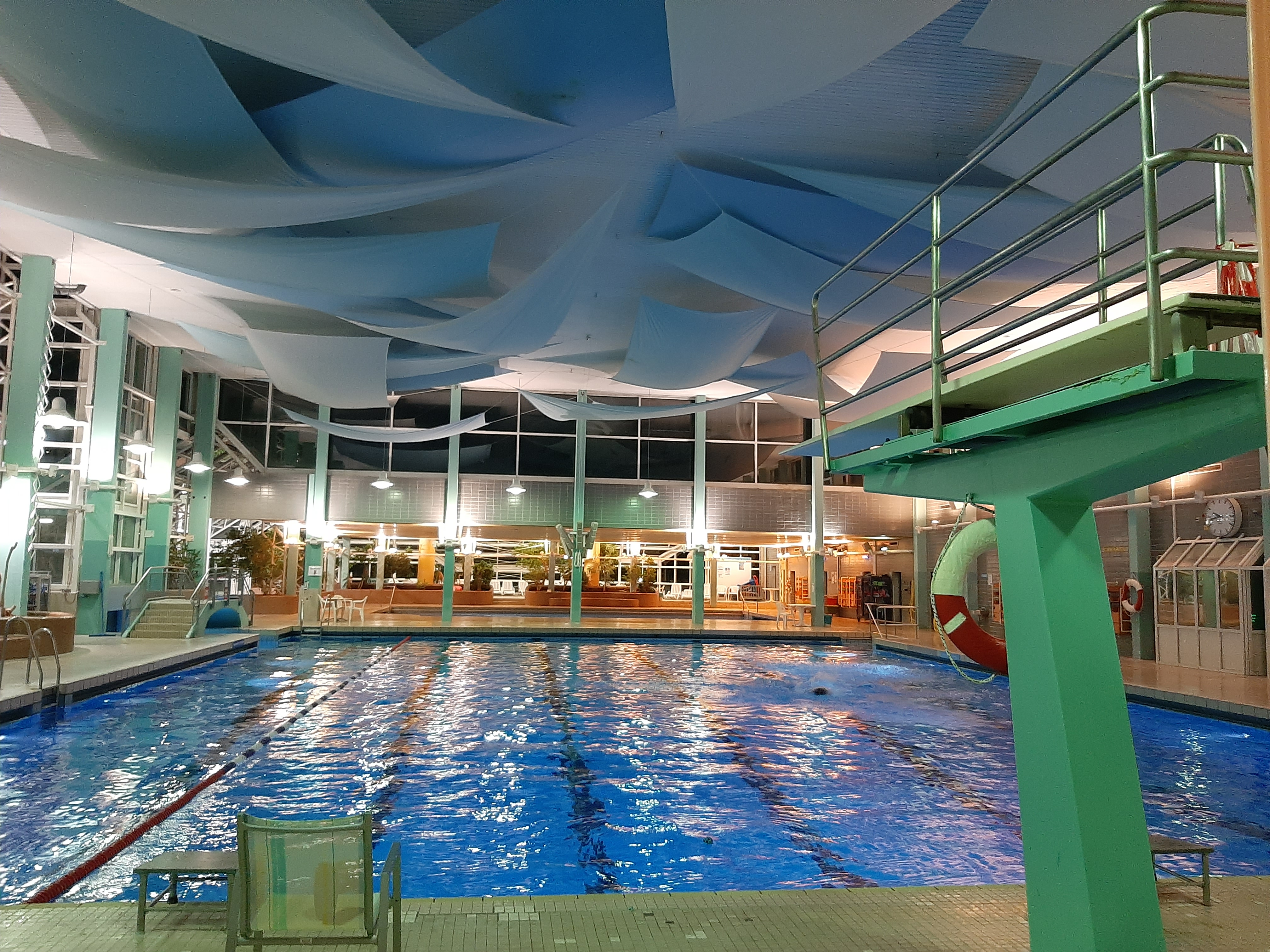
Die Schwimmhalle des Panoramabades eine Woche vor der Schließung im April 2025

Das Bezirksbad Bornheim wurde am 20. September 1970 eröffnet und 1990 zum Panoramabad Bornheim mit einem Außenbereich und Sauna umgebaut. 2013 wurden das Dach und die Außenfassade des Bades für 6 Millionen Euro saniert. Aufgrund umfassende anstehende Sanierungsmaßnahmen wurde 2018 beschlossen das Schwimmbad zu schließen, und neben der Eissporthalle ein neues Bad (Main Bad Bornheim) zu bauen (Bauzeit 2021 bis 2025). Der letzte Badetag war am 21. April 2025. Nach dem Rückbau des Bades wird die Fläche mit Wohnhäusern der städtischen Baugesellschaft ABG Frankfurt Holding bebaut.
- Silobad

Am 12. Juli 1956 wurde das Silobad, auch Farbwerksbad, als erstes beheiztes Freibad Frankfurts im Stadtteil Unterliederbach eröffnet. Das Bad war ein Geschenk der damaligen Farbwerke Hoechst zur 600-Jahr-Feier von Höchst. 1995 ging das Bad für einen symbolischen Betrag von einer Deutschen Mark an die Stadt Frankfurt am Main.